# Robin Hood (Once Upon a Time)
Robin Hood es un personaje ficticio de la serie de televisión de ABC Once Upon a Time. Es interpretado por el cantante y actor británico Sean Maguire, quién se convirtió en un personaje regular en la serie en la quinta temporada después de aparecer de forma recurrente en la tercera y cuarta temporada. Es el segundo actor en interpretar al personaje en la serie, siendo el primero Tom Ellis en la segunda temporada, pero algunos problemas impidieron a Ellis retomar el papel, tomando Maguire el relevo.

## Historia del personaje
En el Bosque Encantado, Robin Hood es una arquero especializado que atraca a los ricos para dárselo a los pobres con su grupo de Hombres Alegres. Es también el padre de Roland, fruto de su matrimonio con la Sirvienta Marian. Con anterioridad a su vida como ladrón, Robin era dueño de una taberna, pero debido a problemas con el Sheriff de Nottingham, más tarde se convierte en el Príncipe de los Ladrones, dando el dinero robado al pueblo e instalándose con su banda y familia en el Bosque de Sherwood. Uno de sus aliados, Will Scarlet, le traiciona, robando para su propio beneficio y abandonando el grupo. Después de que su mujer embarazada Marian cae enferma, Robin entra al castillo de Rumplestiltskin para robar una varita mágica. Rumplestiltskin lo atrapa y lo tortura con la intención de matarle, aunque Bella le libera y Robin consigue curar a Marian. Después de que Regina pierde a su amor Daniel, Campanilla le dirige a Robin Hood, diciéndola que es su amor verdadero. Aun así, Regina se asusta y no llega a conocerle. Marian es más tarde asesinada por Regina (más tarde conocida como la Reina Malvada) por ayudar a Blancanieves, dejando a Robin y a Roland solos.
Mientras buscaban una forma de ir a Nunca Jamás a rescatar a Emma, Henry y los demás, Neal y Mulan encuentran a Robin en el castillo de Rumplestiltskin. A regañadientes utiliza a Roland como cebo para atraer a la sombra. Cuándo la maldición de Peter Pan transporta a todo el mundo de Storybrooke a sus mundos originales,  rescata a Regina y a Mary Margaret en el Bosque Encantado de un mono volador. Poco a poco forma un vínculo con Regina, y después de que Blanca y el Príncipe a regañadientes promulgan una maldición para salvar a su bebé, Robin es enviado a Storybrooke sin memorias del año pasado. Más tarde, él y Regina comienzan una relación romántica. Aun así, esta relación es destrozada después de que Emma, quién viajó al pasado con Garfio, salve involuntariamente a Marian antes de que pueda ser ejecutada por Regina y la traiga al presente. Robin Hood y Roland se reúnen con Marian, y Robin decide permanecer leal a Marian, dejando a Regina. Aun así, después de que Marian es maldecida con un hechizo helado, Robin pide ayuda a Regina para salvarla, con su amor hacia Regina sobreponiéndose. Entonces, Robin ayuda a Regina a encontrar al Autor del libro de cuentos de Henry para encontrar el final feliz de Regina. Después de que Marian es salvada por Regina, Robin y su familia cruzan la línea que separa Storybrooke del mundo real a fin de eliminar el hechizo presente en el cuerpo de Marian y se mudan a Nueva York. En la ciudad de Nueva York, Robin descubre que Marian es en realidad Zelena, la Bruja Malvada del Oeste, y medio-hermana de Regina, la cual mató a Marian y se hizo pasar por ella. Aun así, antes de este descubrimiento, Zelena anuncia que está esperando un hijo de Robin. Regina trae a Robin, Zelena y Roland de vuelta a Storybrooke, e ingresa a Zelena en el área psiquiátrica del Hospital General de Storybrooke.
Después de que Emma se convierte en el oscuro, Robin y los héroes viajan a Camelot para salvarla, y regresan después de 6 semanas a Storybrooke sin tener recuerdo de lo sucedido. En Camelot, Percival intenta asesinar a Regina pero Robin es herido en su lugar y Emma lo salva con magia oscura (a petición de Regina) debido a que la de Regina no puede contrarrestar los efectos de una espada que estaba encantada para matarla a ella, así, Robin sobrevive pero en Storybrooke debe pagar el precio de la magia y un demonio se lo quiere llevar al inframundo, pero Regina lo detiene con ayuda de los héroes.
Más tarde, Emma como el cisne negro, adelanta el embarazo de Zelena, y se la lleva para contener la oscuridad en ella, sin embargo, Regina y Robin creían que se llevaría al bebé que resulta ser una niña. Cuando todos descubren que Garfio es el oscuro e intercambió sus vidas por las de los oscuros, Regina envía a Zelena de vuelta a Oz para proteger al bebé, cuando llega la hora, todos son transportados al lago en el que se abre un portal hacia el inframundo (donde previamente el demonio llevó a Robin), Robin menciona que dejó a su bebé con las hadas y que también se llevarán a Neal. 
Al morir Garfio, Robin junto con todos los héroes decide ir a rescatarlo, yendo todos al portal que Gold abrió con su sangre. 
Ya en el inframundo todos buscan a Garfio, y Regina sugiere que él y Henry vayan a su oficina a buscar los mapas de la ciudad, ahí Regina le confía su hijo a Robin. Hades hace un trato con Rumpelstiltskin, obligándolo a abrir un portal a Storybrooke para traer al bebe de Robin. En Storybrooke , Zelena, disfrazada del hada azul intenta robarse a su hija, pero ella y Bella caen en el portal junto con la bebé. Al llegar, Bella va a buscar a Robin y a Regina para darles el bebé y Zelena no la puede detener ya que su magia no funciona muy bien en el inframundo y se lastimó el tobillo. Al encontrarlos, Zelena le pide a Robin que le deje alimentar a su hija, al hacer esto, Zelena desaparece con la bebé y al ser inestable su magia la lastima. Regina, Bella y Robin van a buscar a Zelena y la encuentran en su granja, Zelena les entrega a la bebé para que la protejan de Hades.
Para proteger a su hija, Robin se la lleva al bosque, y más tarde, Regina le pide a Emma y a David que se encuentren con Robin con suministros para su hija. David se encuentra con su hermano gemelo James, quien se hace pasar por él, y acompaña a Emma al bosque, ahí revela que es James y amenaza a Robin y a Emma con una pistola, Robin intenta matarlo con una flecha pero no lo puede herir porque ya está muerto. James y Cruella llevan a Emma y Robin al río de las almas perdidas y cuando están a punto de tirarlos, David y Garfio los rescatan. 
Zelena la da el beso de verdadero amor a Hades y él se vuelve “bueno", retira sus nombres de las lápidas y abre un portal para regresar a Storybrooke, Robin y los héroes se quedan en la biblioteca esperando a Emma y Garfio, como el portal dura poco tiempo, Regina le pide a Robin que le confíe su hija a Zelena para llevársela al portal en caso de que ellos no logren llegar, él accede pero sigue sin creer que está haya cambiado, Rumple lo sorprende y le saca el corazón para dárselo a su padre, más tarde se descubre que Rumple le devolvió su corazón y le dio a Peter Pan uno falso que lo envió al río de las almas perdidas.
La bruja ciega y Cruella De Vil encierran a los héroes en la biblioteca, y Regina sospecha que obtuvieron ayuda de Hades. Regina debilita el hechizo de Hades y logran escapar y salir del inframundo, Zelena ya se había ido con Hades y la bebé.
En Storybrooke, Robin se enoja con Regina por convencerlo de darle su hija a Zelena, y ambos entran al ayuntamiento por un pasadizo en la parte de abajo para salvar a la bebé, Regina y Robin hacen las paces y entran a la oficina a rescatar a la bebé, pero se encuentran con Hades quién posee el cristal del Olimpo que tiene el poder de hacer que alguien deje de existir en cualquier universo, y que ni siquiera iría al inframundo, Hades le apunta a Regina pero Robin se atraviesa para salvarla y muere en su lugar, Zelena llega y mata a Hades con el cristal.
En el funeral de Robin todos ponen flechas con rosas en su tumba, y Zelena nombra a su hija Robin en honor a su padre. Al morir Robin, los hombres alegres regresan al bosque de Sherwood y se llevan a Roland porque Robin hubiera querido que su hijo creciera ahí.
”De eso se trata el amor, de sacrificio, dejar todo por la persona que amas." Regina.
“Para Regina, de una de las flechas de mi papá (entregándole una pluma a Zelena)." -Roland.

## Desarrollo del personaje y Recepción
Al principio, los productores quisieron que Ellis continuase en la serie, pero algunos problemas impidieron el retorno de Ellis, siendo Maguire quien tomó el relevo. Para explicar el cambio de apariencia, los creadores escribieron en un episodio de la cuarta temporada que Robin robó un collar de Oz que tenía el poder de cambiar su aspecto.